# Sälen-Scandinavian Mountains flygplats
Sälen-Scandinavian Mountains flygplats är en flygplats vid Mobergskölen intill Rörbäcksnäs, Dalarnas län i svenska Sälenfjällen. Driftbolaget marknadsför flygplatsen som Scandinavian Mountains Airport. Den tidigare flygplatsen byggdes 1972 och ägdes av Sälenfjällens flygklubb och den byggdes ut 2005 till 1199 meters längd. Under 2017-2019 byggdes den om till en flygplats för flygplan på upp till 200 passagerare, som flyger in skidturister till Sälen och Trysil.

## Historia

### Flygfältet
Sälen flygplats var ursprungligen en flygfält som anlades i slutet av 1960-talet på jordbruksmark vid Mobergskölen nära byn Rörbäcksnäs, 6,5km via väg eller 4,7km i rak linje från norska gränsen. Den etablerades ursprungligen av lokalinvånare med intresse för flyg och fungerade som ett litet sportflygfält. Landningsbanan växte under 1970-talet när den lokala Sälenfjällens flygklubb tog över driften och döpte den till Sälen Trysil flygplats 1972. År 2005 hade landningsbanan förlängts till 1 199 meter för att bättre stödja lokala flygbehov.
2017 låg den närmaste reguljära svenska flygplatsen i Mora cirka 100 km från Sälenfjällen. Den närmaste flygplatsen från Trysilfjellet på den norska sidan var då Oslo Gardermoen som ligger 170 km bort. År 2018 las dock trafiken på Mora flygplats ned för daglig trafik, och 2019 för en linje en gång i veckan från Ängelholm för resenärer till Sälen.

### Planering och byggande
Planeringen av den nya flygplatsen började i början av 2010-talet som svar på den växande efterfrågan inom den skandinaviska skidturismindustrin. Projektet leddes av de nya ägarna Scandinavian Mountains Airport AB, ett konsortium av lokala turismintressenter från både Sverige och Norge, inklusive kommunala turistfrämjande företag och SkiStar, som äger närliggande skidorter.
Regeringen beslutade den 3 april 2014 att bidra med 250 miljoner kronor i investeringsstöd till den planerade flygplatsen. Lokala regioner och kommuner bidrog också med pengar. I maj 2017 godkände Europeiska kommissionen det svenska investeringsbidraget.
Markarbetet för flygplatsen påbörjades i augusti 2017. Utbyggnaden innebar förlängning av landningsbanan till 2 500 m (8 200 ft), och asfalteringen blev klar i oktober 2018. En ny väg byggdes söder om flygplatsen mellan Rörbäcksnäs och Hundfjället, där den gamla (W1053) stängdes för att den korsar den nya landningsbanan.

### Öppnande och drift
Scandinavian Mountains flygplats öppnades officiellt den 22 december 2019, och blev därmed den första nya flygplatsen i Sverige på 20 år. Det är också den första flygplatsen i världen som designats för att drivas med ett virtuellt torn istället för ett konventionellt flygledartorn.
I januari 2020 godkände svenska regeringen Scandinavian Mountains flygplats för internationella flygningar, vilket gjorde det möjligt för flygplatsen att ta emot passagerare utanför Schengenområdet, särskilt från London, från och med 1 februari 2020.

## Verksamhet

### Civil
Scandinavian Mountains Airport inledde sin verksamhet den 22 december 2019, vilket markerade starten på dess första vintersäsong. Under denna inledande period opererade Braathens Regional Airlines (BRA) inrikesflyg från flera svenska flygplatser inklusive Stockholm-Bromma, Malmö, Ängelholm, Göteborg och Växjö. De använde ATR72-600 och BAe RJ100 flygplan. Under sin första vinter hanterade flygplatsen 14 314 passagerare, med efterfrågan koncentrerad mellan december och april.
Endast 14 flygningar var planerade för vintersäsongen 2020-2021 på grund av COVID-19, vilket resulterade i nästan 400 inställda flygningar till flygplatsen. En flygning från Luxemburg var den enda internationella rutten för säsongen. Följande sommar ställdes nästan alla planerade flygningar till och från Sälen in på grund av otillräcklig biljettförsäljning. Endast åtta av de 52 planerade flygningarna genomfördes.
Scandinavian Mountains Airport AB rapporterade en förlust på 24,76 miljoner SEK för 2020, följt av en förlust på 14,97 miljoner SEK för perioden september 2021 till augusti 2022. För perioden september 2022 till augusti 2023 rapporterade företaget ytterligare en förlust på 26,64 miljoner SEK.
Flygplatsens initiala prognoser förväntade sig 35 000 passagerare under det första året, men den kräver mellan 200 000 och 300 000 årliga passagerare för att gå break-even, ett mål som ledningen hoppades uppnå inom fem år, trots att nuvarande passagerarvolymer nådde cirka 19 000 under 2023.
Vintersäsongen 2023-2024 såg Scandinavian Mountains Airport nå cirka 25 000 passagerare, vilket markerade en 40% ökning jämfört med tidigare år. Denna tillväxt drevs av internationella resenärer, särskilt från Danmark, Nederländerna och Storbritannien, delvis på grund av fördelaktiga växelkurser.
Researrangörer som TUI och SkiStar har planerat direktflyg från London till flygplatsen för den kommande säsongen 2024-2025.

### Militär
Trots att flygplatsen är designad för att transportera turister till Sälen-regionen, har dess gränsläge gjort den till en tillgång för militära aktiviteter. Flygplatsen användes under militärövningen Gränsland-21 i september 2021, som involverade över 500 soldater från Försvarsmakten och norska hemvärnet. Denna övning var utformad för att förbereda flygplatsen för potentiella NATO-operationer, trots dess privata ägande.
Eftersom flygplatsen inte hade några planerade kommersiella flygningar vid tidpunkten, kunde den svenska militären fullt ut utnyttja anläggningarna under övningen. Efter detta, i januari 2023, tog Försvarsmakten, i samarbete med Norge, tillfälligt över kontrollen över flygplatsens verksamhet för ytterligare en stor militärövning. Detta initiativ var en del av bredare NATO-stödscenarier.
År 2024 uttalade Sveriges försvarsminister Pål Jonson att flygplatsens strategiska läge nära den norska gränsen skulle spela en avgörande roll i utformningen av framtida militära strategier i regionen efter Sveriges inträde i NATO.

## Infrastruktur

### Terminalbyggnad
Terminalbyggnaden sträcker sig över 6 000 m2 och är utformad för att hantera det säsongsmässiga inflödet av passagerare som reser till närliggande skidorter. Den har fyra gater och är utrustad med faciliteter inklusive passkontroll och tullområden, en restaurang, en tax-free-butik och ett café. Det finns inga passagerarbryggor; passagerare går utomhus från terminalen till flygplanet.

### Flygledning
Scandinavian Mountains Airport är anmärkningsvärd för att vara den första flygplatsen globalt som utformats för att fungera uteslutande med ett virtuellt torn för flygtrafikledning (ATC). Istället för ett traditionellt torn övervakas flygtrafiken genom ett fjärrstyrt digitalt system som hanteras av Saab Digital Air Traffic Solutions (SDATS) från ett kontrollcenter beläget 350 kilometer bort i Sundsvall.
Detta fjärrstyrda system använder radar, kameror och förstärkt verklighet-teknik för synlighet även under ogynnsamma väderförhållanden. Beslutet att implementera ett fjärrstyrt ATC-system drevs av flygplatsens säsongsmässiga natur och kostnadsbesparingarna förknippade med fjärrstyrning, vilket gör det möjligt för kontrollcentret att övervaka flera flygplatser samtidigt.

## Flygbolag och destinationer 2023[30]
| Flygbolag/Arrangör          | Destinationer                              |
| --------------------------- | ------------------------------------------ |
| BBI Travel                  | Säsong: Groningen, Amsterdam               |
| Braathens Regional Airlines | Säsong: Malmö, Stockholm-Bromma, Ängelholm |
| Lübeck Air                  | Säsong: Lübeck                             |
| Scandinavian Airlines       | Säsong: Köpenhamn, Ålborg                  |
| Ski Scandinavia             | Säsong: London Gatwick                     |
| Västflyg                    | Säsong: Trollhättan-Vänersborgs flygplats  |

## Terminalbyggnad
Terminalbyggnaden har 6 000 m² med fyra gater (utgångar, inga gångbryggor). Det finns en restaurang och en butik efter säkerhetskontrollen, och ett enkelt automatcafé i yttre hallen.

## Marktransport
De viktigaste resmålen är Sälenfjällen (bilavstånd 10-25 km), Kläppen (45 km) och den norska skidanläggningen Trysilfjellet (avstånd 45 km) samt Idre Fjäll (120 km).

## Se även

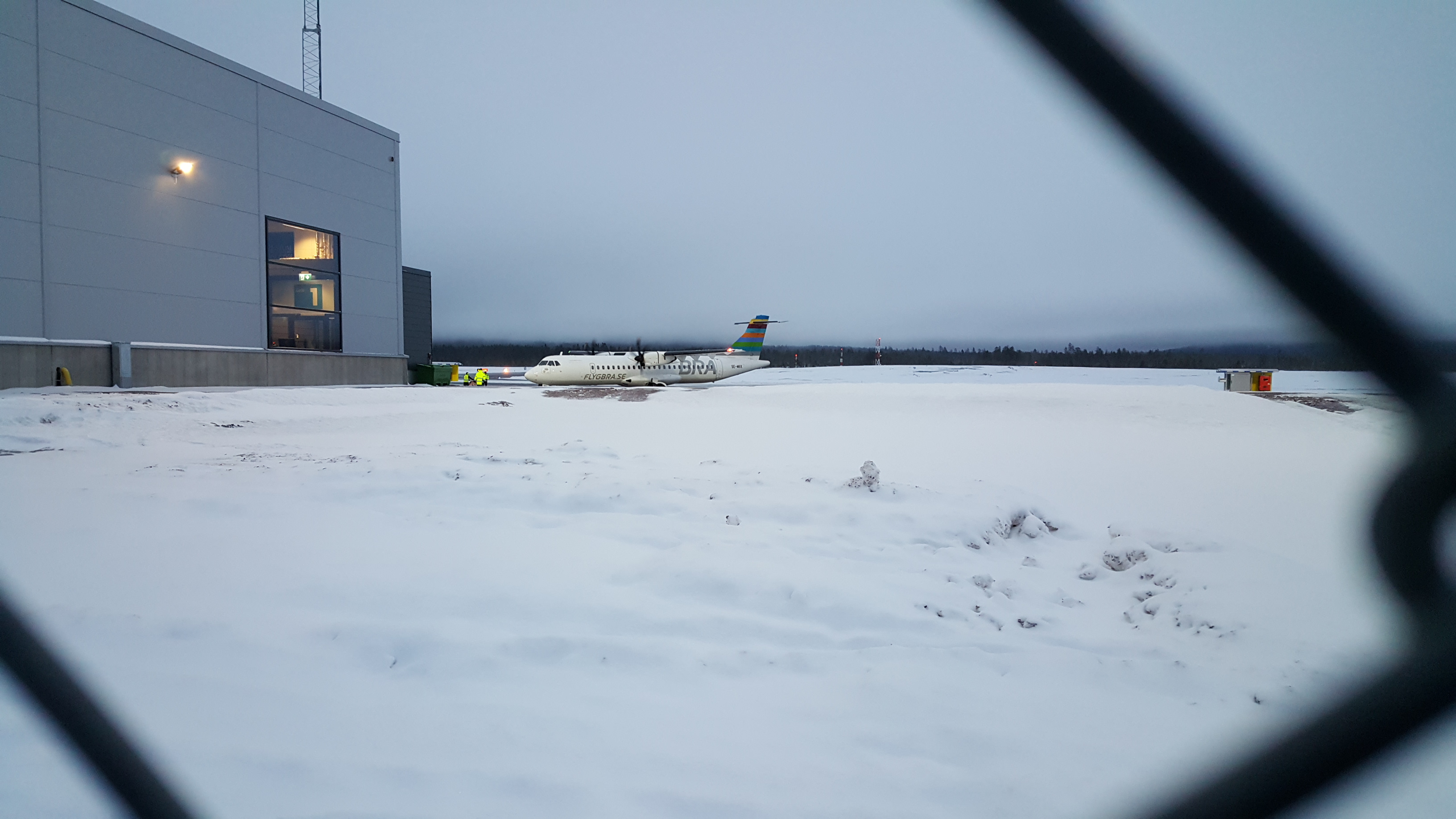
Braathens Regional Airlines på flygplatsen 2020

## Flygplatsstatistik
Sökfråga på wikidata efter rådata.